# M109 (天体)

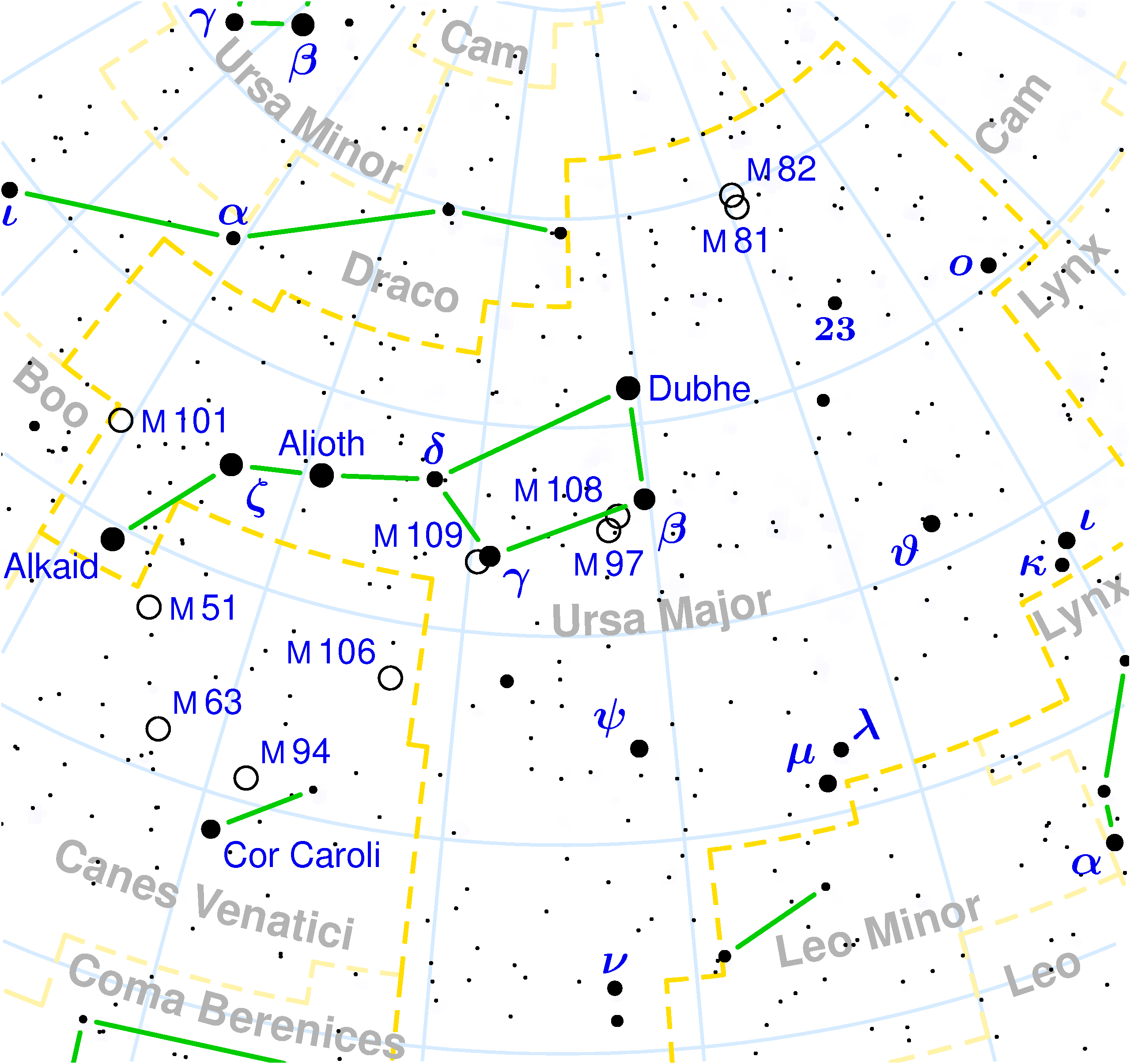

M109（メシエひゃくきゅう、メシエいちぜろきゅう、Messier 109、109 M. UMa）は、メシエカタログに掲載されている天体である。実際にどの天体を指すのか2つの説があり、いずれもおおぐま座に位置する銀河である。

## 概要
M109は、フランスの天文学者メシエによる 『メシエカタログ』（最終版）の草稿の99番目にある天体のこと。この天体は、出版されたオリジナルの 「メシエ・カタログ」 には収録されていない。メシエは『メシエカタログ』における M97 の説明の中でこの天体について触れているが、「おおぐま座γ星の近くにある星雲」 としか記述していない。草稿では幾分詳しく、「おおぐま座γ星の近くにある星雲。赤経はγ星とほぼ同じで、〔赤緯はγ星の〕1度ほど南にある。メシャン氏が1781年3月12日に発見した。」 とある。

## NGC3992説
1953年、アメリカの天体物理学者で天文学史家でもあるオーウェン・ギンガリッチは、メシエの草稿から古天文学的計算によってこの天体の1781.3年分点の位置を「赤経：11時43分、赤緯：＋54.5度」 と算出した。ところがギンガリッチが示した位置には何もなく、数字の上では、赤経はNGC 3953とよく一致しており、赤緯はNGC 3992とよく一致していた。それにもかかわらずギンガリッチはこれをNGC 3992と同定し、M109として「メシエ・カタログ」につけ加えた。これによって、以後現在に至るまでNGC 3992がM109として公式に認められている。

## NGC3953説
しかしながら、ギンガリッチが算出した位置には、実際には何もなかったわけである。「メシエ・カタログ」 の草稿におけるメシエ自身の記述に従えば、メシャンが発見した天体は、γ星の南にあるNGC 3953の方がむしろふさわしいといえる。
2006年、オランダの天文愛好家ヘンク・ブリル (Henk Bril) は、1795年にパリで刊行された 『フラムスティード星図』 の第3版において、γ星の南側に星雲を示すマークが記載されていたことから、メシャンが発見した天体＝NGC 3953説を唱えている。『フラムスティード星図』 のパリ・第3版は、ラランドとメシャンによって編集されたものである。このメシャンこそM109の発見者とされるメシャンその人である。
ブリルは、NGC 3992とNGC 3953がほぼ同じ明るさでNGC 3953の方が小さいことも根拠として挙げている。星雲や銀河の明るさは広がりを持った全体についていったものなので、同じ光度でもサイズが大きくなれば淡くなるし、サイズが小さければ明るく見えるからである。
ブリルはまた、メシエが1781年3月24日に観測したのはNGC 3992で、12日前にメシャンが観測したNGC 3953と混同してしまったのではないかとも主張している。

## NGC 3953とNGC 3992の比較
| 名称                        | NGC 3953             | NGC 3992              |
| --------------------------- | -------------------- | --------------------- |
| 星座                        | おおぐま座           | おおぐま座            |
| 観測データ (J2000.0)        |                      |                       |
| 種別                        | 棒渦巻銀河 (SB(r)bc) | 棒渦巻銀河 (SB(rs)bc) |
| 赤経                        | 11h 53m 48.9s        | 11h 57m 36.0s         |
| 赤緯                        | +52°19′36″           | +53°22′28″            |
| 視等級                      | 10.8 等              | 10.6 等               |
| 視直径                      | 6.9′× 3.5′           | 7.6′× 4.7′            |
| その他の名称                |                      |                       |
| ウィリアム・ハーシェル      | H V.45               | H IV.61               |
| ジョン・ハーシェル          | h 1011               | h 1030                |
| 同 『ジェネラル・カタログ』 | GC 2606              | GC 2635               |
| スミス提督                  | CCCCXXX              | ―                     |

## M109銀河群
NGC 3953とNGC 3992は、おおぐま座γ星・同χ星・りょうけん座5番星に囲まれた辺りに散在するいくつかの銀河とともに、局所銀河群の近傍にある銀河群、M109 銀河群 (M109 Group) のメンバーである。M109 銀河群はさらにおおぐま座銀河団を構成する。